# 段甲岭镇
段甲岭镇，是中华人民共和国河北省廊坊市三河市下辖的一个镇，亦是京津冀三地交界点所在地之一。

## 行政区划
段甲岭镇下辖以下地区：
崔一村、崔二村、高庄子村、六百户村、东公乐村、西公乐村、七百户村、东岭村、南岭村、北岭村、西岭村、八百户村、大赵庄村、小赵庄村、辛庄户村、渠头村、崔庄子村、大九百村、山下庄村、小九百村、十百户村、高家庄村、前山村、后山村、东八里沟村和西八里沟村。